# Université Rusangu
L'université Rusangu (en anglais : Rusangu University) est une université située près de Monze, dans la province Méridionale, en Zambie.